# Corea del Sur en los Juegos Olímpicos de Roma 1960
Corea del Sur estuvo representada en los Juegos Olímpicos de Roma 1960 por un total de 35 deportistas, 33 hombres y 2 mujeres, que compitieron en 9 deportes.
El equipo olímpico surcoreano no obtuvo ninguna medalla en estos Juegos.